# Wakefield
Wakefield è il centro storico, con 109.767 residenti, dell'omonima città del West Yorkshire in Inghilterra.

## Geografia
Wakefield è situata alle pendici orientali dei monti Pennini, lungo la sponda sinistra del fiume Calder. La città è situata a 14 km a sud-est di Leeds e a 45 km a sud-ovest di York.

## Storia
La prima menzione di Wakefield risale al 1086, nel Domesday Book, con il nome di Wachefeld.
Nel 1460, durante la guerra delle due rose, il duca di York venne qui sconfitto, nell'omonima battaglia.
Nel 1848 venne incorporata come "distretto municipale" (municipal borough), nell'ambito del "Municipal Corporations Act" (1835).

## Geografia fisica
L'area metropolitana, sita a sud della grande conurbazione di Leeds (e Bradford), conta circa 320 000 abitanti. La città è sita a sud-ovest della sua contea, grossomodo a metà strada fra le città di Manchester ed Kingston upon Hull.

## Infrastrutture e trasporti
Sul territorio cittadino sono insite la stazione di Wakefield Westgate e quella di Kirkgate.

## Amministrazione

### Gemellaggi
- Castres
- Hénin-Beaumont
- Herne
- Belgorod (interrotto nel 2022 in seguito all'invasione russa dell'Ucraina)[1]
- Konin